# Bruno Mars
Bruno Mars, pseudonimo di Peter Gene Hernandez (Honolulu, 8 ottobre 1985), è un cantautore e produttore discografico statunitense di origini portoricane e filippine.
Considerato oggi come uno dei più riusciti artisti solisti del mondo, dopo aver firmato un contratto con la Atlantic Records nel 2009, raggiunge la notorietà l'anno seguente, prestando la voce ai singoli Nothin' on You del rapper B.o.B e a Billionaire di Travie McCoy. Il suo album di debutto, Doo-Wops & Hooligans (2010) ha prodotto i singoli Just the Way You Are e Grenade, che hanno entrambi raggiunto la vetta della Billboard Hot 100 e sono state rispettivamente la prima e la seconda canzone più vendute del 2011, e The Lazy Song ha raggiunto la posizione numero 5 della Billboard Hot 100, nonché il decimo singolo più venduto del 2011. Il suo secondo album, Unorthodox Jukebox (2012) ha raggiunto la posizione numero uno negli Stati Uniti. L'album ha generato i successi internazionali Locked Out of Heaven, When I Was Your Man e Treasure.
La sua musica, caratterizzata da una commistione di stili, come il reggae, il pop, il soul, il rock e il funk, trae ispirazione da Michael Jackson e diversi critici musicali hanno riscontrato in Mars numerose analogie nel timbro vocale e nella versatilità dei generi musicali in cui si identifica. Nel 2014 è stato nominato artista dell'anno dalla rivista statunitense Billboard, anni in cui è risultato essere il dodicesimo musicista più pagato con un patrimonio di 68 839 681 dollari. Nel corso della sua carriera da cantante ha venduto oltre 18 milioni di album e 105 milioni di singoli in tutto il mondo. Tuttavia, come scrittore e produttore le sue vendite totali superano le 150 milioni di unità.
Nel 2021, insieme ad Anderson Paak, ha inoltre fondato i Silk Sonic, dei quali è il cantante.

## Biografia

### Infanzia
Bruno Mars nasce l'8 ottobre 1985 ad Honolulu, nelle Hawaii, dal padre Peter Hernandez, di origini portoricane, e dalla madre Bernadette San Pedro Bayot (deceduta nel 2013), di origini filippine. Fin dall'infanzia inizia a coltivare la sua passione per la musica: i suoi genitori si erano conosciuti nel contesto di uno show in cui il padre si esibiva come percussionista e la madre come cantante e ballerina hula. Lo zio si esibiva come sosia di Elvis Presley ed è proprio lui a convincerlo, a tre anni appena, a debuttare sul palco. Solo un anno più tardi comincia a suonare con la band di famiglia, The Love Notes, iniziando così a essere riconosciuto per le sue doti musicali; nel 1992, a soli sette anni, recita nel ruolo di un piccolo Elvis Presley nel film Mi gioco la moglie... a Las Vegas. L'imitazione di Elvis è cruciale sia per la sua formazione artistica che per la sua evoluzione musicale, in quanto avverte l'esigenza di prendere come modello solo i migliori artisti. Qualche anno più tardi comincia a suonare la chitarra ispirandosi a Jimi Hendrix. Il soprannome "Bruno", invece, gli venne dato a due anni dal padre, che lo trovava somigliante al wrestler Bruno Sammartino. L'artista aggiunse più tardi il cognome d'arte "Mars" poiché si sentiva poco attraente e le ragazze gli dicevano che sembrava "fuori dal mondo", come appunto arrivasse da Marte (Mars in inglese).

### Gli inizi nel mondo musicale (2007-2010)
Dopo il diploma, lo zio lo convince a trasferirsi a Los Angeles per inseguire il suo sogno di diventare cantante. Il successo però non arriva subito, almeno fino a quando Mars non conosce Philip Lawrence, compositore che lo sprona a scrivere brani per altri artisti, formando così i The Smeezingtons. I due realizzano il brano Long Distance, pubblicato nel 2008 e cantato da Brandy Norwood. L'anno successivo, Bruno Mars co-firma il singolo Right Round per il rapper Flo Rida, che raggiunge la vetta della classifica americana. Nel 2010 raggiunge la notorietà scrivendo e cantando in Nothin' on You, canzone per B.o.B che arriva alla vetta della classifica negli Stati Uniti d'America e nel Regno Unito diventando un successo internazionale, e in Billionaire di Travie McCoy, brano che raggiunge anch'esso una buona popolarità nei paesi anglofoni. Nello stesso anno pubblica il suo EP di debutto intitolato It's Better If You Don't Understand. Bruno Mars ha inoltre partecipato alla produzione di successi internazionali come Fuck You! di Cee Lo Green e Wavin' Flag di K'naan. Ha inoltre scritto brani per Alexandra Burke, Adam Levine, Brandy, Adam Lambert, Sean Kingston e per le Sugababes.

### Doo-Wops & Hooligans(2010-2011)

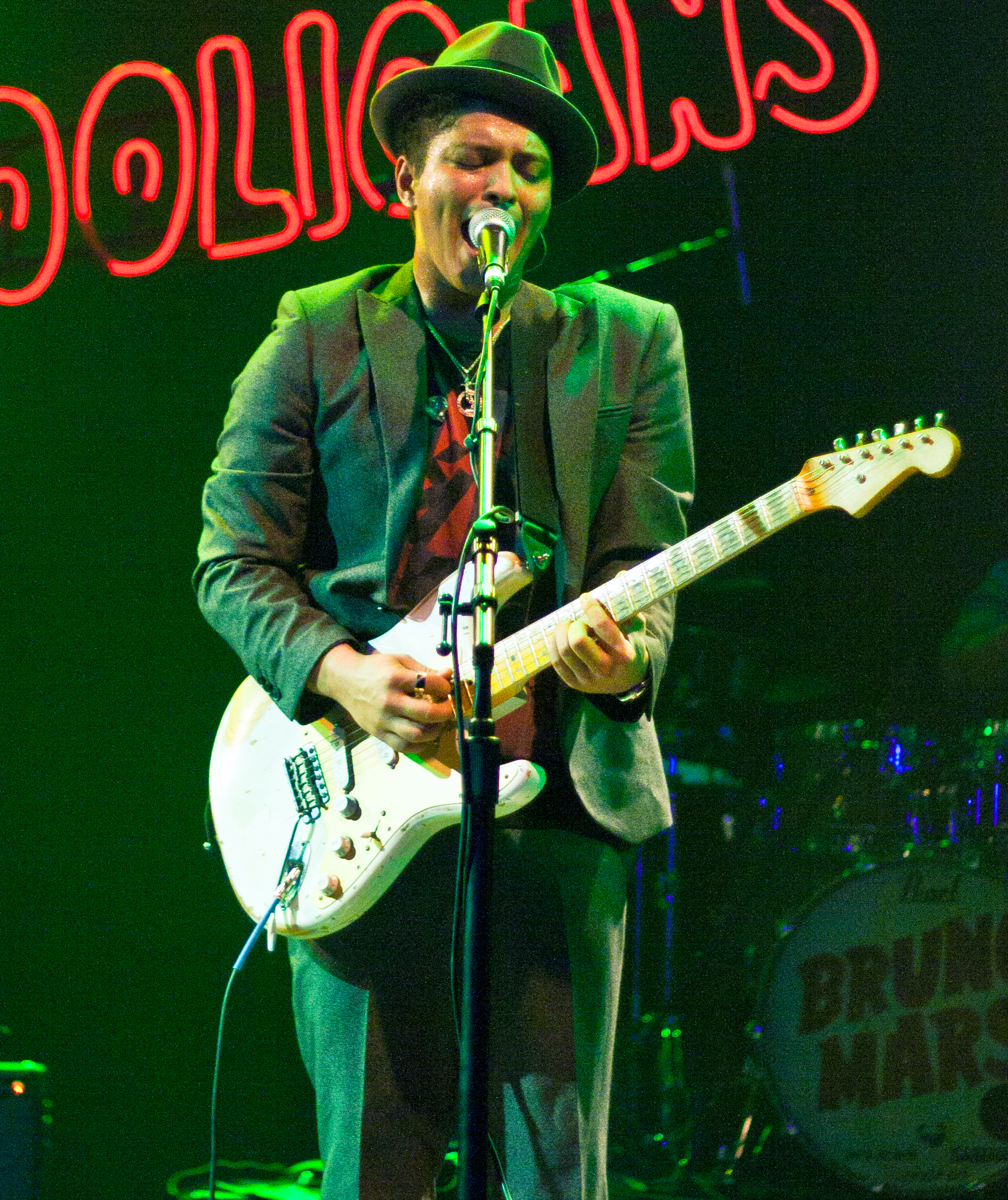
Bruno Mars si esibisce ad Houston, in Texas, il 4 novembre 2010

L'11 maggio 2010 Bruno Mars pubblica il suo primo album in studio, intitolato Doo-Wops & Hooligans. Il cantante ha dichiarato in un'intervista che il titolo deriva dall'unione tra doo-wop, genere creato negli anni cinquanta e trasmessogli dal padre, e hooligan, che rappresenta il suo lato rock. Negli Stati Uniti d'America l'album ha debuttato alla posizione numero tre della Billboard 200 durante la settimana del 13 ottobre 2010, vendendo circa 55.000 copie nel corso della prima settimana.
Il primo singolo estratto dall'album, Just the Way You Are, è stato pubblicato il 19 luglio 2010 e ha raggiunto più volte la prima posizione della Billboard Hot 100, diventando un grandissimo successo: infatti, secondo il rapporto annuale pubblicato dalla IFPI, Just the Way You Are risulta il singolo più venduto del 2011 a livello mondiale con 12,5 milioni di vendite. Il brano raggiunge la prima posizione anche in Australia, Canada, Irlanda, Nuova Zelanda, Paesi Bassi e Regno Unito. Anche il secondo singolo Grenade, uscito il 28 settembre, ha avuto un grandissimo successo internazionale, raggiungendo la prima posizione della Billboard Hot 100 e diventando nel 2011 il secondo singolo più venduto del mondo con 10,2 milioni di copie.
Dopo la pubblicazione del suo album d'esordio, Bruno Mars ottiene sette candidature ai Grammy Awards, vincendo quello per "Best male pop vocal performance" per Just the Way You Are. Nel marzo 2011 pubblica il terzo singolo The Lazy Song, che raggiunge la vetta della Official Singles Chart britannica, oltre che quella della Repubblica Ceca, Slovacchia e dell'Ungheria, vendendo 6,5 milioni di copie nel 2011 e diventando anch'esso un enorme successo. Successivamente, viene estratto il quarto singolo Marry You, che ottiene buone vendite in tutto il mondo, sebbene minori rispetto ai precedenti singoli, soprattutto perché inizialmente il brano non è destinato a essere singolo, non essendo quindi supportato da alcun video musicale. Il brano Count on Me viene scelto come quinto singolo esclusivamente in Australia e in Nuova Zelanda, dove raggiunge buoni risultati, e la canzone estratta come singolo promozionale Talking to the Moon ha un grandissimo successo in Brasile, dove raggiunge la prima posizione sia nella Brasil Hot 100 Airplay che nella Brazil Hot Pop Songs, e vince ben 2 dischi di diamante nel Paese. In generale l'album è stato un enorme successo, vendendo nel 2011 oltre 6 milioni di copie, e diventando il secondo album più venduto dell'anno successivo 21 di Adele.
Il 22 settembre 2011 è stato ufficializzato che il brano It Will Rain sarebbe stato uno dei brani della colonna sonora del film The Twilight Saga: Breaking Dawn - Parte 1. Il 5 novembre Bruno Mars si esibisce su MTV con la canzone Valerie, come tributo a Amy Winehouse.
Nel 2011 Mars svolge tre collaborazioni con altrettanti artisti: la prima è Lighters con i Bad Meets Evil (band formata da Eminem e da Royce da 5'9"), che ottiene buoni risultati nei paesi anglofoni, raggiungendo la top 5 negli Stati Uniti, in Canada e in Nuova Zelanda. La successiva collaborazione viene svolta con Snoop Dogg e Wiz Khalifa, per il brano Young, Wild & Free, che diviene subito un enorme successo, entrando nella top 10 in 11 paesi e vendendo in totale oltre 5 milioni di copie nel primo anno di uscita. La terza collaborazione si svolge invece con Lil Wayne, per il brano Mirror, che ottiene anch'esso un buon successo negli Stati Uniti.

### Unorthodox Jukebox(2012-2013)
(Bruno Mars parlando della nascita dell'album Unorthodox Jukebox)
Unorthodox Jukebox è il titolo del secondo album di Bruno Mars, uscito l'11 dicembre 2012. L'album è propriamente di genere pop e R&B ma incorpora anche generi di musica rock, soul e reggae. Andrew Chan di Slant Magazine ha osservato che nell'album di Bruno Mars fioriscono elementi di musica synth pop tipica degli anni ottanta con una approssimazione di R&B e reggae. In un'intervista concessa a Rolling Stone, il cantante ha dichiarato che la ragione che sta dietro alla scelta del titolo dell'album è che voleva creare qualcosa di inaspettato dopo il grande successo del precedente album Doo-Wops & Hooligans. Per questa pubblicazione, Mars ha lavorato con produttori molto noti sulla scena internazionale, quali Mark Ronson, (Amy Winehouse), Jeff Bhasker (Beyoncé), Emile Haynie (Eminem), Diplo ( M.I.A., Usher) e Supa Dups (John Legend).
Il disco viene anticipato dal primo singolo estratto Locked Out of Heaven, uscito ufficialmente il 1º ottobre 2012. Il singolo avrà un incredibile successo internazionale, raggiungendo la vetta della classifica in 7 paesi e vendendo 5 milioni di copie solo negli Stati Uniti d'America, ottenendo così 5 dischi di platino,, mentre in Italia vende oltre 150.000 copie, ottenendo 3 dischi di platino, Il 7 novembre 2012 Bruno Mars si esibisce con questo brano al famoso Victoria's Secret Fashion Show, cosa che ripeterà anche l'11 febbraio 2013 durante l'omaggio di MTV a Bob Marley cantandola insieme a Sting. Bruno ha dichiarato a Billboard che questo secondo lavoro discografico rappresenta la sua libertà creativa: "Sono entrato in studio e ho scritto e registrato tutto ciò che ho voluto", ha detto l'artista. Il 15 gennaio 2013 viene pubblicato il secondo singolo ufficiale, intitolato When I Was Your Man che ottiene un grandissimo successo internazionale, quasi uguale al precedente singolo, raggiungendo la vetta della Billboard Hot 100 e vendendo in totale nel 2013 circa 8.300.000 di copie in tutto il mondo.
Il 10 maggio 2013 viene pubblicato il terzo singolo ufficiale Treasure: anche questo singolo si impone nelle classifiche internazionali arrivando alla vetta della classifica in 4 paesi e diventando un enorme successo, raggiungendo la quinta posizione in patria e vendendo nei soli Stati Uniti 3.100.000 di copie. Bruno Mars ha annunciato sul web che il 25 agosto 2013 si esibirà ai Video Music Awards 2013 con il suo singolo successivo, il quarto estratto Gorilla, il quale riporterà solo un discreto successo, decisamente minore rispetto ai precedenti singoli. Con Unorthodox Jukebox Bruno Mars vince il Grammy Awards 2014, categoria "Miglior album pop". Successivamente il 10 dicembre 2013 esce Young Girls, quinto singolo estratto dal secondo album dell'artista. Unorthodox Jukebox risulta essere così l'album più venduto del 2013 a livello internazionale.

### Super Bowl XLVIII, inizio della carriera da doppiatore eUptown Funk(2014-2015)
Il 3 settembre 2013 la National Football League annuncia che sarà Bruno Mars a tenere l'Half Time Show, lo spettacolo di intrattenimento tra il secondo e il terzo quarto del Super Bowl XLVIII, che si è svolto presso il MetLife Stadium di East Rutherford (sede dei New York Giants e dei New York Jets) il 2 febbraio 2014. Durante la sua esibizione è stato affiancato dai Red Hot Chili Peppers, suonando Give It Away. Lo show di Mars segna un record storico, trattandosi infatti della più grande audience mai raggiunta nella storia del Superbowl, con oltre 115 milioni di telespettatori.
Al di fuori della sua carriera musicale, Mars ha avuto il ruolo di doppiatore del personaggio Roberto nel film d'animazione Rio 2, distribuito nelle sale il 20 marzo 2014.
Il 30 ottobre 2014 Mark Ronson ha annunciato la pubblicazione di un nuovo singolo interamente cantato da Mars, Uptown Funk. Il singolo è stato distribuito il 10 novembre dello stesso anno e ha avuto un incredibile successo commerciale in tutto il mondo, vendendo oltre 15 milioni di copie, diventando il singolo più venduto del 2015 e uno dei più venduti nel mondo, diventando anche per tre settimane la canzone più trasmessa dalle radio in tutto il mondo. Uptown Funk ha raggiunto la prima posizione in paesi come Stati Uniti d'America, Canada, Australia, Francia, Belgio, Nuova Zelanda, Corea del Sud, Regno Unito, Argentina, Irlanda, Spagna, Svizzera e Messico. Il singolo ha battuto inoltre il record di maggior numero di streaming di tutti i tempi nel Regno Unito con 2 560 000 streaming in una sola settimana, vincendo anche il BRIT Award come Canzone dell'anno. Uptown Funk arriva a vendere 11 milioni di copie solo nel territorio statunitense, diventando così il secondo singolo più venduto della storia nel paese, dopo White Christmas di Bing Crosby. Con 14 settimane di permanenza in vetta, all'inizio di aprile la canzone ha eguagliato il record di longevità in testa alla Billboard Hot 100 nel XXI secolo (14 settimane). In questo modo, Uptown Funk è anche diventata la prima canzone di tutti i tempi per permanenza al vertice della classifica (anche in questo caso con un ex aequo). Inoltre il video su YouTube ha raggiunto un miliardo di visualizzazioni il 15 settembre 2015 (neanche un anno dopo la pubblicazione) e 2 miliardi circa due anni dopo l'uscita del singolo, diventando uno dei video più visti di YouTube (ad oggi è nono nella top 10 per views).
Nel novembre del 2015, appena finito il The Moonshine Jungle Tour, che prevedeva una serie di concerti in più di 250 città sparse sui cinque continenti in promozione a Unorthodox Jukebox, Bruno Mars ha iniziato a lavorare sul suo terzo album in studio. Durante un'intervista a That's Shanghai, l'artista non rivelò una data precisa di pubblicazione, dando comunque alcuni dettagli del nuovo album, confermando Mark Ronson e Jeff Bhasker come produttori. Il 4 luglio 2015 Mars si è esibito alla Casa Bianca per la festa del giorno dell'indipendenza. Il 7 febbraio 2016 Bruno Mars si esibì eseguendo Uptown Funk in occasione dell'half-time show del Super Bowl 50, insieme ai Coldplay e Beyoncé.

### 24K Magic(2016-2020)
Il 3 ottobre 2016 Bruno Mars ha annunciato l'uscita di 24K Magic, primo singolo estratto dal suo omonimo terzo album in studio. Il brano è stato pubblicato il 7 ottobre e accompagnato dal relativo video girato al Bellagio Casino di Las Vegas. Il 15 ottobre il singolo è stato presentato per la prima volta dal vivo durante il Saturday Night Live insieme all'inedito Chunky; nella stessa serata è stata inoltre annunciata la data di uscita dell'album 24K Magic, fissata al 18 novembre 2016, che raggiunge la seconda posizione nella Billboard 200 statunitense. Il secondo singolo estratto dall'album, That's What I Like, viene pubblicato il 30 gennaio 2017 e si piazza al primo posto nella Billboard Hot 100. Il 28 marzo 2017 prende quindi il via da Anversa il 24K Magic World Tour, seconda tournée mondiale per Mars e la terza in totale, conclusosi il 29 novembre dello stesso anno a San Juan, a Porto Rico. Il 12 giugno 2017 viene pubblicato come terzo singolo Versace on the Floor, di cui viene poi realizzato un remix dal DJ francese David Guetta, che porta il singolo al successo internazionale. Il 27 novembre 2017 è invece la volta di Chunky, quarto singolo dell'album, seguito da Finesse, di cui il 4 gennaio 2018 viene pubblicato un remix insieme alla rapper statunitense Cardi B, che ottiene un grandissimo successo internazionale, oltre a cinque nomination per gli MTV Video Music Awards 2018 e rimanendo per otto settimane al terzo posto della Billboard Hot 100.
Ai Grammy Awards 2018, Mars trionfa in tutte e sei le categorie per cui aveva ricevuto una candidatura. L'album viene nominato Album dell'anno e Miglior album R&B, il singolo 24K Magic Registrazione dell'anno, mentre That's What I Like diventa Canzone dell'anno, Miglior interpretazione R&B e Miglior canzone R&B. Il 14 settembre 2018 compare insieme al rapper statunitense Kodak Black nel singolo Wake Up in the Sky di Gucci Mane.
Il 5 febbraio 2019 Mars ha annunciato il suo secondo concerto a Las Vegas, che si appresta a lanciare al Parco MGM il 29 aprile 2019. Il 15 febbraio ha invece pubblicato il singolo Please Me, realizzato insieme a Cardi B e che ha debuttato alla quinta posizione della Billboard Hot 100 statunitense. Il 5 luglio è stata la volta del singolo Blow, inciso insieme a Ed Sheeran e Chris Stapleton; il brano è stato interamente prodotto da Mars, che ne ha curato anche la strumentazione.

### I Silk Sonic (2021-2022)

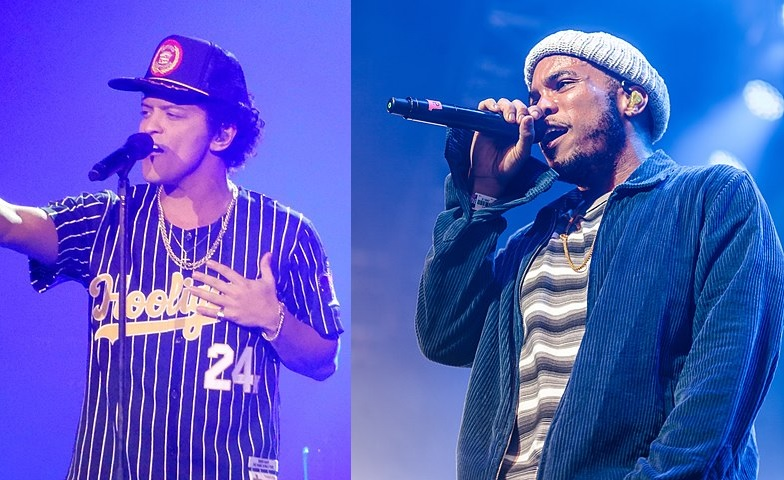
Bruno Mars (a sinistra) e il rapper Anderson Paak (a destra), fondatori dei Silk Sonic.

Il 26 febbraio 2021 Bruno Mars e Anderson Paak hanno annunciato la fondazione di un supergruppo chiamato Silk Sonic, pubblicando due mesi più tardi il singolo di debutto Leave the Door Open, che ha raggiunto la 1ª posizione della Billboard Hot 100 negli Stati Uniti e con il quale il duo si è aggiudicato quattro statuette alla 64ª edizione dei Grammy Awards (tra cui quella di Canzone dell'anno). Proprio a marzo è stato reso ufficiale il titolo del progetto, An Evening with Silk Sonic, scelto da Bootsy Collins dopo che quest'ultimo aveva ascoltato parte dell'album, da cui vengono estratti altri quattro singoli: Skate, Smokin Out the Window, Love's Train (cover dell'omonimo brano dei Con Funk Shun) e After Last Night (in collaborazione con Thundercat e il sopracitato Collins).
In un'intervista a Rolling Stone datata 18 agosto, i due artisti hanno rivelato lo slittamento della pubblicazione dell'album a gennaio 2022.

### Duetti con Lady Gaga, Rosé e Sexyy Red (2024-presente)
Il 16 agosto 2024 viene pubblicato il singolo Die with a Smile, una collaborazione con Lady Gaga vincitrice del Grammy Award alla miglior interpretazione pop di un duo o un gruppo del 2025. Il 17 ottobre dello stesso anno viene diffuso Apt., inciso assieme a Rosé, anch'esso divenuto un successo globale. Nel mese di dicembre, Mars è apparso sulle copertine di Hits e Las Vegas Magazine: l'editore della prima ha affermato che Mars avrebbe pubblicato un album a breve, mentre Ken Miller, un dipendente della seconda, ha affermato che il cantante stesse lavorando alla pubblicazione di un album già dal 2023.
Il 24 gennaio 2025 viene pubblicato il singolo dal moderato successo Fat Juicy & Wet, un duetto con la rapper Sexyy Red. Nel mese di maggio, Mars ha prodotto una nuova cover di Burning Love di Elvis Presley eseguita dai suoi nipoti Nyjah Music e Zyah Rhythm per il film Lilo & Stitch. Nel giugno 2025 è stato annunciato che sarebbe stato l'artista protagonista del Festival di Fortnite per la Stagione 9. Per commemorare l'evento è stato pubblicato il singolo Bonde do Brunão.

## Stile musicale e influenze
(Bruno Mars parlando dei paragoni che vengono spesso fatti tra lui e Michael Jackson)
Nelle canzoni di Mars si può notare una grande varietà di stili, generi musicali e influenze, tra cui pop, rock, reggae, contemporary R&B, soul, e funk. Il suo album d'esordio, Doo-Wops & Hooligans, è principalmente un disco pop, reggae pop e R&B. I temi più oscuri delle sue canzoni, tuttavia, riguardano le relazioni fallite, il dolore e la solitudine. La successiva pubblicazione di Mars, Unorthodox Jukebox (come il suo album di debutto), è influenzata da disco, funk, rock, reggae, soul e ballate. Il terzo album di Mars, 24K Magic, è influenzato da R&B, funk, pop e new jack swing. An Evening with Silk Sonic, l'album di debutto in studio dell'omonimo gruppo, è radicato nella musica R&B, soul, funk, hip hop e pop, ed esplora i temi della seduzione, del romanticismo, della riconciliazione e del materialismo.

### Scrittura
(Bruno Mars spiega il processo di scrittura delle sue canzoni durante un'intervista su "That's Shanghai" nel 2015)
Mars ha inoltre dichiarato che di solito scrive canzoni suonando la chitarra o il pianoforte. Mars sa suonare batteria, chitarra, tastiera, basso, pianoforte, ukulele e conga. Di solito suona la strumentazione (o parte di essa) nei suoi album e nelle canzoni che compone per altri artisti.
Mars ha affermato che il lavoro con altri artisti ha influenzato il suo stile musicale: "Nothin' on You aveva un'atmosfera Motown, Billionaire era una canzone reggae guidata dalla chitarra acustica, anche se una delle mie preferite è la canzone di Cee Lo Green. Non credo che nessun altro avrebbe potuto cantarla. E poi c'è Just the Way You Are. Se conoscete la mia storia, sapete che amo tutti i generi musicali". L'essere cresciuto alle Hawaii ha influenzato il suo stile, dando alle canzoni un suono reggae. Il cantante ha in seguito dichiarato: "Alle Hawaii alcune delle più grandi stazioni radio sono reggae. Questa musica unisce le persone. Non è musica urbana o pop. Sono solo canzoni. È questo che la rende così trasversale. La canzone viene prima di tutto".
I testi delle canzoni del primo album di Mars sono stati descritti come romantici, spensierati, e ottimisti, tuttavia, molte altre canzoni come Grenade, Liquor Store Blues e Talking to the Moon parlano di relazioni finite e trattano di comportamenti autodistruttivi. Lo stesso Mars ha dichiarato che nella scrittura del suo primo album, ogni brano che ha scritto è basato su un'esperienza da lui avuta nella vita reale.
Con il successivo Unorthodox Jukebox la tematica principale dei testi verte sulla sessualità: questo lo si può denotare in canzoni come Locked Out of Heaven e Gorilla e ciò ha portato la critica specializzata ad accostare il lavoro di Mars a quelli di Prince.

### Voce
Mars ha un'estensione vocale da tenore di tre ottave. Jon Caramanica del The New York Times lo ha definito uno dei cantanti più "versatili e accessibili del pop, con una voce leggera e influenzata dal soul che si adatta facilmente a una gamma di stili, un donatore universale", mentre e Tim Sendra di AllMusic ha descritto la voce del cantante in Doo-Wops & Hooligans come "il tipo di strumento morbido che scivola nelle orecchie come il miele". Jody Rosen di Rolling Stone ha definito Mars "un vocalist agile e pieno di anima" in Unorthodox Jukebox. Jim Farber del New York Daily News ha paragonato la sua voce alla "purezza, alla crema e alla gamma di Michael Jackson del periodo medio" in una recensione del concerto di promozione di Unorthodox Jukebox. Karen Gwen di Consequence of Sound ha affermato che in 24K Magic Mars avesse messo in mostra i suoi "pips" e ha spinto la sua voce al limite. Ha descritto la sua voce associandola a quella di un "tenore chiaro e non ostentato", per poi definirla una "benedizione moderna". Jon Caramanica del New York Times ha affermato che 24K Magic ha dimostrato l'abilità vocale del cantante, dalla tenerezza al "lato più energico della sua voce".

### Interpretazioni dal vivo
Mars è noto anche per l'intrattenimento che dà durante i suoi concerti e durante le apparizioni televisive. È stato più volte definito un personaggio carismatico in grado di colpire tutto il pubblico dai bambini in su. Il giornalista Monique della rivista Mirror dice che «l'intrattenimento che dà sul palco Bruno Mars non lo ha mai visto dare da nessun altro», paragonandolo a Michael Jackson. Deanna Ramsay del The Jakarta Post ha descritto Marte come una «vera star globale». Kevin Johnson del St. Louis Post-Dispatch ha definito Mars un "consumato performer". Sarah Rodman del Boston Globe ha scritto che Mars mostra un "instancabile approccio estatico all'esibizione" e una "classica abilità di spettacolo". Jim Farber del Daily News ha affermato che l'halftime show del Super Bowl XLVIII di Mars "ha portato la vecchia scuola in una performance dinamica".
Durante il Doo-Wops & Hooligans Tour, Ara Jansan del The West Australian ha definito lo spettacolo "una delle più creative ed emozionanti esibizioni di arte musicale" a cui avesse assistito da molto tempo a questa parte e ha notato che il concerto ha attirato un pubblico di ampio spettro. Durante l'Hooligans in Wondaland Tour, Robert Ham del The Oregonian ha osservato che Mars ha catturato l'attenzione del pubblico durante l'intero concerto e ha dimostrato una notevole abilità alla chitarra. Durante il Moonshine Jungle Tour, Jason Lipshutz di Billboard ha elogiato la performance di Mars, definendolo uno dei migliori artisti del settore musicale. Nel 2013 Rolling Stone ha inserito Mars al 35° posto della lista dei 50 migliori live act del momento: "Chiunque, dai 5 ai 95 anni, può uscire da un concerto di Bruno Mars con la sensazione che lo spettacolo sia stato concepito solo per lui. Mars è un artista della vecchia scuola... ma è anche in grado di inchiodare le hit, di guidare un'energica soul band di nove elementi e di fare un assolo di batteria da urlo". Il 24K Magic World Tour è stato elogiato dalla critica per la sua abilità nello spettacolo, l'abilità nella chitarra e la produzione scenica. Il tour ha ricevuto due Pollstar Awards, due Billboard Music Awards e un TEC Award. Bruno Mars at Park MGM ha vinto il Top R&B Tour ai Billboard Music Awards 2022.
Durante i concerti, il più delle volte è accompagnato dai The Hooligans, la sua band di musicisti, ballerini e cantanti. I suoi concerti sono dotati di balli coreografici, fortemente influenzati dagli anni ottanta. I critici hanno notato la differenza che la band di supporto e gli arrangiamenti hanno apportato alle versioni live dei brani rispetto a quelle degli album. Gli spettacoli contenevano arrangiamenti danzanti per tutta la band, compresi i passi ispirati a James Brown e la spaccata. Gli spettacoli, influenzati dalla disco, hanno una scenografia ispirata al soul-revue; sono inclusi anche lunghi intermezzi morbidi che riecheggiano lo stile R&B contemporaneo e liscio popolare negli anni 90. Gli spettacoli di Mars sono solitamente caratterizzati da effetti pirotecnici, luci stroboscopiche e laser.

### Video musicali
Mars ha collaborato con diversi registi per produrre i suoi video musicali ed è emerso come regista di video musicali. Dal 2010 al 2017, Mars ha co-diretto con Cameron Duddy dieci video musicali tratti dai suoi album Doo-Wops & Hooligans, Unorthodox Jukebox e 24K Magic. Nel 2011, Mars ha sviluppato il secondo concetto e il trattamento di The Lazy Song e ha coinvolto Duddy per la co-regia del video musicale. In un'intervista, Duddy ha dichiarato che lui e Mars sarebbero stati disposti anche a litigare sulla produzioni di un video musicale. Ha inoltre aggiunto: "Le migliori collaborazioni sono sempre alimentate da prospettive opposte o idee alternative. Troviamo sempre un terreno comune". Nel 2018, Mars ha co-diretto il video musicale di Finesse con Florent Dechard, direttore anche dei video musicali di Please Me, Blow, Leave the Door Open e Skate. Nel 2024, Mars funge da co-direttore dello spot della campagna di Don Quijote con Daniel Ramos, con il quale ha poi collaborato per la realizzazione dei video musicali di Die with a Smile, Apt. e Fat, Juicy and Wet.
Mars, che ha coreografato il video di Treasure, ha ricevuto il premio per la migliore coreografia agli MTV Video Music Awards 2013. Il lavoro di Mars e Duddy è stato riconosciuto in occasione di diverse premiazioni, tra cui due nomination agli MTV Video Music Award per la miglior regia (rispettivamente per Uptown Funk e 24K Magic). La collaborazione di Mars con Dechard gli è valsa una nomination come regista video dell'anno ai BET Hip Hop Awards 2019. Nel 2017, That's What I Like (diretto da Mars e Jonathan Lia) li ha portati a una nomination ai BET Awards 2017 per il Video Director of the Year. L'anno successivo, la regia di Bruno Mars: 24K Magic Live at the Apollo è valsa a Mars e Ben Winston una nomination ai Primetime Emmy Awards per la miglior direzione musicale. Mars e Dechard hanno diretto il video di Leave the Door Open nel 2021, per il quale hanno ricevuto un BET Award per la regia video dell'anno. Il video ha ricevuto anche un MTV Video Music Award per il miglior montaggio.

### Abbigliamento
Mars indossa abiti ispirati ai decenni precedenti e abbina questa estetica alla sua musica. In Doo-Wops and Hooligans, il cantante indossava abiti ispirati agli anni '60 e aveva capelli sbiaditi; in 24K Magic, Mars ha incanalato gli anni '80 e '90 nel suono e nell'estetica. Durante la registrazione di quell'album ha imposto un codice di abbigliamento in studio, preferendo gioielli e abiti raffinati ai pantaloni di tuta per creare "canzoni groovy, morbide e soul". Quando Mars ha collaborato con Anderson Paak per Silk Sonic nel 2021, ha indossato "colletti larghi, abiti da tempo libero e motivi funky" comuni negli anni '70, cosa che avrebbe contribuito a completare il loro sound. Per InStyle, Tessa Petak ha scritto: "Indipendentemente dal decennio che sta emulando, il senso della moda e la presenza scenica di Mars lo rendono più grande della vita".

## Altre attività

### Partnership
Nel 2011 Mars è apparso in due spot pubblicitari per il marchio d'abbigliamento filippino Bench. Poco tempo dopo, lui e la modella Joan Smalls sono stati fotografati in abiti anni 50 a Porto Rico come parte della linea d'abbigliamento La Isla Bonita per Vogue. Nel 2012 Mars investe in Chromatik, una startup musicale che realizza versioni digitali di spartiti per il web, mentre l'anno seguente investe nell'azienda di sigarette elettroniche NJOY, con l'obiettivo di smettere di fumare tabacco per sua madre. Chromatik e NJOY sono stati acquistati rispettivamente da TakeLessons e Marlboro.
Nel 2014, SelvaRey Rum ha iniziato ad occuparsi di catering per eventi e feste di Mars. L'anno seguente, il co-fondatore dell'azienda Seth Gold gli ha presentato il marchio e ha investito una cifra non rivelata. Nel 2020, Mars ha ridisegnato il gusto, il brand e il packaging del rum in uno stile anni 70. Il marchio è di proprietà congiunta di Mars, Seth e Marc Gold e Robert Herzig. In seguito, gli Hooligans, Anderson Paak, D'Mile, Fauntleroy e Moniz sono diventati comproprietari del marchio.
Il 5 marzo 2021, Mars ha lanciato Lacoste x Ricky Regal, una linea di abbigliamento sportivo di lusso ispirata agli anni 70. Lavorando con il direttore creativo di Lacoste Louise Trotter per creare una linea di abbigliamento che fondesse la sua personalità con l'abbigliamento sportivo del marchio, è stato coinvolto in ogni aspetto della collezione. Quando i due hanno iniziato a lavorare, Mars ha adottato "un alter ego per aiutarlo a pensare come uno stilista".
Il 29 luglio 2022, Mars stava preparando l'apertura del Pinky Ring, un lounge bar sulla Las Vegas Strip che avrebbe sostituito il Lily Bar & Lounge al Bellagio. Il nome del locale è ispirato al testo di 24K Magic. Il locale è stato ufficialmente inaugurato il 12 febbraio 2024, con gli Hooligans che per le prime due settimane di apertura hanno tenuto varie esibizioni ogni sera. Per celebrare l'apertura Mars ha indossato un anello speciale al mignolo, creato da Tiffany & Co. in oro giallo con le iniziali del locale incorniciate da diamanti bianchi sul davanti e un'incisione con scritto "Pinky Ring 2024" sul retro.
Il 7 novembre 2023 viene annunciata una collaborazione tra Mars e l'azienda di produzione di strumenti musicali Fender per la realizzazione di una Fender Stratocaster in edizione limitata chiamata "Mars Mocha Heirloom". La chitarra, ispirata allo "stile retrò e alla spettacolarità" di Mars, include un profilo del manico del '69 modellato sulla Stratocaster del '69 di Mars, un pickup Fender Mars con sonorità personalizzate e un cinturino con stampa leopardata che rende omaggio ai suoi due chitarristi preferiti, ovvero Jimi Hendrix e Prince. Mars ha in seguito affermato: "Non mi considero un chitarrista. Ogni canzone è come un puzzle da risolvere, e una buona chitarra può tirare fuori qualcosa da te che può aiutarti a raggiungere il traguardo".
Nell'agosto 2024, l'artista compare in un spot pubblicitario per la catena di negozi discount giapponese Don Quijote. Mars, insieme alle ballerine Miyu, Haruka, Miyuri e Miku e alla mascotte Donpen hanno ballato intorno al negozio Mega Don Quijote a Shibuya mentre ritiravano articoli del suo People Brand (Jōnetsu kakaku). Mars ha scritto il jingle ufficiale dello spot, che ha poi condiviso sul suo profilo Instagram. La collaborazione includeva prodotti in edizione limitata rilasciati a settembre.
Nel settembre 2024, Mars (come Ricky Regal) ha collaborato con Stetson, storico brand di cappelli, per lanciare una nuova silhouette ispirata ai primi modelli del marchio. Disponibile in diversi colori, include una spilla a ferro di cavallo color oro con strass e una fodera con una rosa rossa. A dicembre, Mars collabora con Hello Kitty per il suo cinquantesimo anniversario contestualmente all'apertura della nuova residenza del cantante al Park MGM. Nel giugno 2025, Regal e Stetson hanno lanciato un nuovo cappello da cowboy, il "Regal 10X Straw". Nello stesso mese è stato annunciato che artista protagonista del Festival di Fortnite per la Stagione 9, introducendo un set di cosmetici dedicato all'interno del gioco.

### Filantropia
Nel 2014 Mars collabora con la Hawai'i Community Foundation e la National Academy of Recording Arts and Sciences per istituire un Grammy Cap Scolarship Fund per candidati qualificati e in base alle esigenze provenienti dalle Hawaii. Il 27 settembre 2017, ha esteso la sua borsa di studio per il campo a candidati provenienti da tutti gli Stati Uniti, Mars ha istituito la partnership in onore di sua madre.
Sempre nel 2014, il cantante ha donato 100.00 dollari agli orfani di Bantay Bata rimasti vittime del tifone Haiyan. Poco dopo Mars si è esibito al Make It Right Concert, il cui obiettivo era quello di aiutare a costruire case per persone bisognose, e all'evento di beneficenza annuale della Robin Hood Foundation, con l'intento di combattere la povertà a New York sostenendo le organizzazioni non-profit. Nel 2017, Mars e Live Nation Entertainment hanno donato un milione di dollari al Palace di Auburn Hills, nel Michigan, per aiutare le vittime della crisi idrica di Flint. A settembre dello stesso anno, l'artista partecipa all'iniziativa di soccorso "Somos Una Voz" per aiutare i sopravvissuti all'uragano Maria a Porto Rico e al terremoto in Messico.
Nel 2018 ha donato 24.000 pasti alla quarantottesima cena del ringraziamento organizzata dalla Salvation Army Hawaiian & Pacific Islands Division. Due anni dopo, nel 2020, Mars ha donato un milione di dollari alla MGM Resorts Foundation per assistere i dipendenti della MGM in difficoltà finanziarie dovute a causa della pandemia di COVID-19. Lo stesso anno, Mars e altri artisti hanno donato microfoni autografati al mercato di attrezzature musicali Reverb.com per la vendita con tutti i proventi destinati a dieci programmi di educazione musicale giovanile colpiti dalla pandemia. Successivamente, ha creato un cartello con scritta una citazione di Angela Davis per l'asta Show Me the Signs, con lo scopo di aiutare le famiglie delle donne afroamericane uccise dalla polizia.
Fino alla fine del 2021, Mars ha donato tutti i profitti della SelvaRey Rum al programma Music & Entertainment Learning Experience dell'Honolulu Community College. Quell'anno, inoltre, ha preso parte all'evento Keep Memory Alive Power of Love, i cui progetti sostengono servizi, cure e risorse per pazienti affetti da malattie neurocognitive. Nel 2022 Bruno Mars diviene, assieme a Billie Eilish, Dua Lipa, Shawn Mendes e Rosalía, co-presidente della campagna per l'educazione musicale del Grammy Museum per raccogliere dai tre fino ai cinque milioni di dollari per i suoi programmi educativi. L'associazione ha offerto ai minori di 18 anni e agli studenti universitari l'ingresso gratuito  al museo e l'accesso a programmi di educazione musicale. Nel 2024, Mars ha tenuto un concerto di beneficenza sponsorizzato da Budweiser Brasil al Tokio Marine Hall di San Paolo per aiutare le vittime dell'alluvione del Rio Grande do Sul.

## Impatto
Bruno Mars è stato definito un'"icona pop" da The Philippine Star, Evansville Courier & Press, The Dickinson Press e IHeartRadio. Michael Cragg di The Guardian ha definito Bruno Mars "un cantautore trasformato in popstar" che scrive e produce singoli di successo per altri artisti e in seguito appare con loro - secondo il The New Yorker, mettendo in ombra gli artisti principali nelle canzoni. Lo stesso periodico ha descritto l'artista come "uno degli showman più istintivi e avvincenti della sua generazione". FuseTV gli ha attribuito il merito di aver riportato "le vibrazioni funkalicious del pop retrò e dell'R&B nella musica moderna", mentre Roisin O'Connor del The Independent lo ha in seguito definito "re del crooning retrò". Nel 2013, la scrittrice musicale della NPR Ann Powers ha definito Mars "lo storico pop più prezioso dell'epoca", e nel 2016 la Black Entertainment Television lo ha etichettato come "il principe della musica pop". Nel 2019, dopo il successo globale ottenuto dal brano Uptown Funk, Stereogum ha affermato che ciò avesse contribuito a consolidare la "statura pop regale" di Mars.
Un articolo di Billboard del 2018 affermava che nessun artista maschile nella musica pop degli anni 2010 aveva ottenuto una serie di successi più lunga di quella di Bruno Mars; in merito a ciò, la rivista Slate lo ha nominato "la pop star più costante degli anni 2010". L'emittente radiofonica WBLS ha affermato che Mars "è stata una forza dominante nella cultura popolare per più di un decennio", mentre il Times lo ha classificato al tredicesimo posto dei 20 migliori cantanti del ventunesimo secolo. La rivista latinoamericana Remezcla, facendo riferimento alle radici portoricane dell'artista, ha definito Mars il primo artista latino ad arrivare alla vetta della cultura pop internazionale senza seguire "il gioco cinico delle etichette" dell'industria musicale e senza essere etichettato. La sua musica e la sua abilità nello spettacolo hanno ispirato artisti come AJ Mitchell, Thomas Rhett, Benny Dayal, Rauw Alejandro, KiDi, Lee Brice, Shawn Mendes, Selena Gomez e Meghan Trainor.

## Vita privata

### Relazioni e famiglia
Mars ha iniziato a frequentare la modella Jessica Caban nel 2011. I due hanno vissuto in una villa sulle colline di Hollywood con un rottweiler di nome Geronimo fino al 2024, anno della loro separazione.
Ha tatuato sul braccio il nome della madre Bernadette, morta a 55 anni il 1º giugno 2013 a causa di un aneurisma cerebrale. Bruno ha un fratello, Eric Hernandez, batterista della band che lo accompagna in tour, e quattro sorelle (Jamie, Tahiti, Tiara e Presley Hernandez), che formano il gruppo The Lylas.

### Controversie
Il 19 settembre 2010 Bruno Mars venne arrestato per possesso illegale di cocaina: dopo una sua esibizione al night club del resort Hard Rock Hotel & Casino di Paradise, Mars venne colto in flagrante nei bagni del backstage da uno degli agenti di sicurezza della struttura con 2,6 grammi di stupefacente. Successivamente, dopo le giustificazioni di Mars, che assicurò di non aver mai fatto uso di droga prima di allora e di «aver solo ceduto stupidamente ad un momento di debolezza», l'artista venne consegnato alle forze dell'ordine. La corte d'appello del Nevada condannò Mars ad una multa di $2.000 dollari, a 200 ore di servizi alla comunità e ad un corso antidroga.
Nel 2018, Mars è stato accusato di appropriazione culturale sui social media per aver usato la sua ambiguità razziale con lo scopo di trarre profitto dalla musica nera, venendo in seguito criticato per aver imitato i sound di vari artisti passati. Molte celebrità afroamericane, come Stevie Wonder, Charlie Wilson e 9th Wonder hanno respinto fermamente le accuse prendendo le difese del cantautore. Durante un'intervista del 2021 per il programma radiofonico The Breakfast Club, Mars ha risposto pubblicamente alle accuse: "L'unica ragione per cui sono qui è per James Brown, è per Prince, Michael [Jackson]... tutto qui. Quella musica nasce dall'amore e se non riesci a sentirlo, allora non so cosa dirti".
Il brano Uptown Funk, realizzato in collaborazione con Mark Ronson, è stato citato in giudizio a più riprese per violazione delle norme del copyright. Nel 2015 vengono notate le somiglianze tra il brano di Mars e il singolo Oops Up Side Your Head della The Gap Band. Ciò ha comportato l'aggiunta del tastierista Rudolph Taylor e del produttore Lonnie Simmons alla lista dei coautori del brano e al ricevimento dei diritti di pubblicazione. La cantante serba Viktorija ha dichiarato lo stesso anno che Uptown Funk avesse violato uno dei suoi brani, ma ha deciso di non fare causa a Mars e Ronson. La band electro-funk Collage ha citato in giudizio Ronson e Mars nel 2016 per aver copiato il loro singolo del 1983 Young Girls, mentre l'anno seguente le The Sequence, un collettivo hip hop, hanno affermato che il singolo fosse stato copiato dal loro brano Funk You Up, facendo causa ai due un anno dopo. Nel 2017, la Lastrada Entertainment ha intentato una causa nei confronti dei due artisti a causa delle somiglianze con il singolo More Bounce to the Ounce degli Zapp. L'azienda ha chiesto un risarcimento danni e un processo con giuria per impedire a Ronson di trarre profitto da Uptown Funk. Le cause dei Collage e degli Zapp sono state archiviate l'anno successivo.

## Band
Bruno Mars forma insieme ad altri membri "The Hooligans", una band di musicisti che si esibiscono anche come ballerini e cantanti durante i concerti.
Attuale
- Bruno Mars – voce, chitarra (2010-presente)
- Philip Lawrence – cori (2010-presente)
- Phredley Brown – tastiera (2010-2012), chitarra (2012-presente), cori (2010-presente)
- Jamareo Artis – basso (2010-presente)
- Eric Hernandez – batteria (2010-presente)
- Kameron Whalum – trombone (2010-presente), cori (2016-presente)
- Dwayne Dugger – sassofono (2010-presente), tastiere (2016-presente)
- James King – tromba (2010-presente), cori (2016-presente)
- John Fossit – tastiera, pianoforte (2012-presente)

Ex componenti
- Kenji Chan – chitarra (2010-2012)

## Record
- Nel febbraio 2025 Bruno Mars ha stabilito un nuovo primato su Spotify, diventando il primo a superare la soglia dei 151 milioni di ascoltatori mensili.[242]
- Il suo singolo di debutto Just the Way You Are risulta il singolo più venduto del 2011 a livello mondiale con 12,5 milioni di copie.[8]
- Con The Lazy Song, Mars detiene il primato dei primi tre singoli da solista a piazzarsi alla vetta della Official Singles Chart britannica.
- Il suo secondo album in studio, Unorthodox Jukebox, è stato il più venduto del 2013 in tutto il mondo con circa 4 milioni di copie vendute.[49][243]
- Il singolo Uptown Funk (collaborazione tra Mark Ronson e Mars) è stato per 14 settimane alla prima posizione della Billboard Hot 100, diventando così la canzone con più settimane al 1º posto del XXI secolo, nonché la seconda canzone più longeva in vetta della storia.[244]
- Uptown Funk ha trascorso 21 settimane nella top 3 della Billboard Hot 100 diventando la canzone con più settimane nella top 3 della storia[245]
- Uptown Funk ha battuto il record assoluto di maggior numero di streaming di tutti i tempi in Regno Unito con 2 560 000 streaming in una sola settimana.
- Uptown Funk arriva a vendere 11 milioni di copie solo nel territorio statunitense, diventando così il secondo singolo più venduto della storia nel paese, dopo White Christmas di Bing Crosby.[56]
- Uptown Funk risulta essere il brano di genere funky più venduto di sempre.[246]
- Con 6 singoli in vetta alla Billboard Hot 100 negli anni 2010, Mars è il terzo artista con più singoli numeri uno negli Stati Uniti negli anni 2010, dopo Katy Perry e Rihanna, primo tra gli uomini.
- Con 31 settimane nella vetta della Billboard Hot 100 negli anni 2010, Mars è il secondo artista con più settimane in vetta negli Stati Uniti negli anni 2010 dopo Rihanna, primo tra gli uomini.
- Con 5 singoli e 13 settimane alla vetta della Official Singles Chart, Mars è sia l'artista con più singoli in vetta nel Regno Unito negli anni 2010, che l'artista con più settimane in vetta nel Regno Unito in questo decennio.

## Discografia

### Da solista
- 2010 – Doo-Wops & Hooligans
- 2012 – Unorthodox Jukebox
- 2016 – 24K Magic

### Silk Sonic
- 2021 – An Evening with Silk Sonic

## Tournée
- 2010/12 – The Doo-Wops & Hooligans Tour
- 2013/14 – The Moonshine Jungle Tour
- 2017/18 – 24K Magic World Tour

Residency shows
- 2013/15 – Bruno Mars at The Chelsea, Las Vegas
- 2016/24 – Bruno Mars at Park MGM
- 2022 – An Evening with Silk Sonic at Park MGM

## Filmografia

### Attore

#### Cinema
- Mi gioco la moglie... a Las Vegas (Honeymoon in Vegas), regia di Andrew Bergman (1992)
- Coldplay: A Head Full of Dreams, regia di Mat Whitecross (2018)

#### Televisione
- Sesamo apriti (Sesame Street) – sketch comedy, 3 episodi (2010-2014)
- Jane the Virgin – serie TV, episodio 2x22 (2016)

### Doppiatore
- The Cleveland Show – serie animata (2012)
- Rio 2 - Missione Amazzonia (Rio 2), regia di Carlos Saldanha (2014)

## Riconoscimenti
- American Music Awards
  - 2011 – Migliore voce pop/rock[247]
- ASCAP
  - 2011 – Canzone meglio esibita per Billionaire[248]
  - 2011 – Canzone meglio esibita per Nothin' on You[248]
  - 2011 – Migliore canzone rap per Nothin' on You
  - 2011 – Canzone meglio esibita per Just the Way You Are[249]
  - 2011 – Canzone dell'anno per Just the Way You Are[249]
  - 2012 – Canzone meglio esibita per Just the Way You Are[249]
  - 2012 – Canzone meglio esibita per Grenade[249]
  - 2012 – Canzone meglio esibita per The Lazy Song[249]
  - 2012 – Canzone meglio esibita per Lighters[249]
  - 2013 – Canzone meglio esibita per It Will Rain[250]
  - 2013 – Canzone meglio esibita per Young, Wild & Free[250]
  - 2014 – Canzone meglio esibita per Locked Out of Heaven[250]
  - 2014 – Canzone meglio esibita per When I Was Your Man[250]
  - 2014 – Canzone meglio esibita per Treasure[250]
- Billboard Music Award
  - 2011 – Miglior canzone pop per Just the Way You Are[251]
- BRIT Awards
  - 2012 – Miglior cantante solista pop[252]
  - 2014 – Miglior cantante solista pop[253]
  - 2015 – Canzone dell'anno per Uptown Funk[55]
  - 2015 – Miglior video per Uptown Funk
- Echo
  - 2012 – Miglior cantante solista[254]
- Grammy Awards
  - 2012 – Miglior esibizione pop per Just the Way You Are[255]
  - 2014 – Vinto – Miglior album pop per Unorthodox Jukebox[256]
  - 2018 – Best Engineered Album con 24K Magic
  - 2018 – Best R&B Performance con That's What I Like
  - 2018 – Best R&B Song con That's What I Like
  - 2018 – Best R&B Album con 24K Magic
  - 2018 – Song of the Year con That's What I Like
  - 2018 – Record of the Year con 24K Magic
  - 2018 – Album of the Year con 24K Magic
  - 2025 – Miglior interpretazione pop di un duo o un gruppo per Die with a Smile[76]
- Juno Awards
  - 2014 – Miglior album per Unorthodox Jukebox[257]
- Premios 40 Principales
  - 2014 – Miglior artista[258]
- MTV Europe Music Awards
  - 2013 – Miglior Canzone per Locked Out of Heaven[259]
- MTV Video Music Awards
  - 2013 – Miglior video maschile per Locked Out of Heaven[260]
  - 2013 – Miglior coreografia per Treasure[260]
  - 2015 – Miglior video maschile per Uptown Funk[261]
- MTV Video Music Awards Japan
  - 2011 – Miglior video per Just the Way You Are[262]
  - 2012 – Miglior video per It Will Rain[263]
- NRJ Music Awards
  - 2013 – Miglior artista[264]
  - 2014 – Miglior artista[265]